# Koncert (album Kobranocki)
Koncert – album zespołu Kobranocka, wydany w roku 2002.
Materiał został nagrany w trakcie koncertu 22 stycznia 2001 w studio Polskiego Radia Pomorza i Kujaw w Bydgoszczy. Reżyseria dźwięku: Michał Czerw. Muzyka i słowa – Kobranocka, oprócz: (13) Die Toten Hosen (sł. pol. R. Bryndal), (15) T. Lipiński, Tilt. Foto: Dorota Lorek. Projekt graficzny: Piotr Ceraficki.

## Lista utworów
źródło:.
1. „Komendant” – 2:54
2. „Ela, czemu się nie wcielasz?” – 3:09
3. „Chroma Europa” – 3:03
4. „Póki to nie zabronione (wywróć się na lewą stronę)” – 3:12
5. „List z pola boju” – 3:11
6. „Ludzie porządni” – 2:28
7. „Biedna pani” – 3:30
8. „Niepowieszonym” – 3:53
9. „Rozgrzeszenia nie chcą mi dać” – 3:31
10. „Raz jeszcze raz” – 4:17
11. „Boję się (Krótka piosenka o odwadze)” – 1:17
12. „Hipisówka” – 6:16
13. „I nikomu nie wolno się z tego śmiać” – 3:24
14. „Kocham cię jak Irlandię” – 4:59
15. „Mówię ci, że...” – 3:38

## Muzycy
źródło:.
- Andrzej Kraiński – gitara, śpiew
- Jacek Bryndal – gitara basowa
- Jacek Niestryjewski – gitara
- Piotr Wysocki – perkusja